# Marina Bay Sands

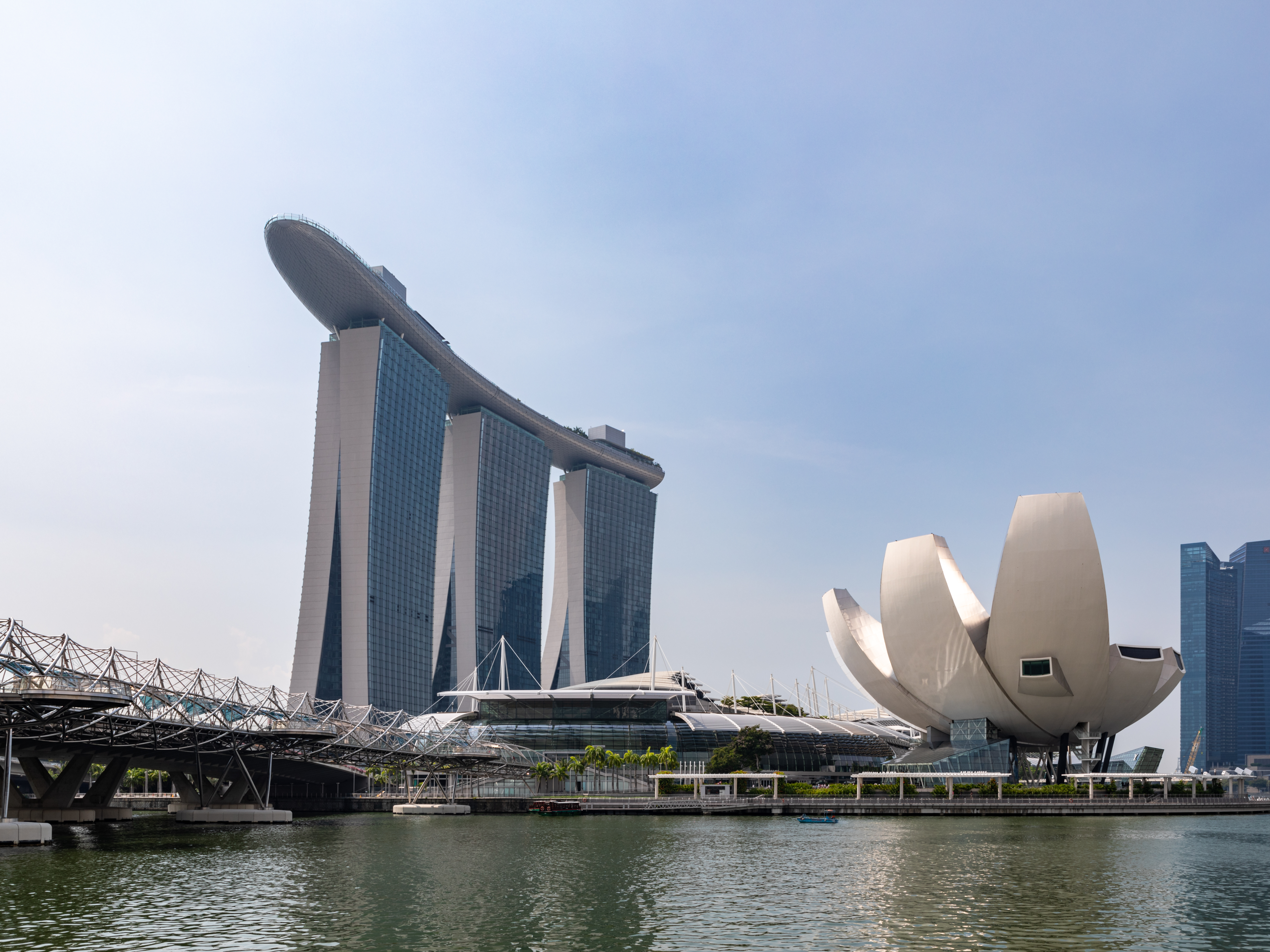
Marina Bay Sands i ArtScience Museum nad zatoką

Marina Bay Sands – kompleks budynków (resort) położony nad zatoką Marina Bay w Singapurze i symbol tego miasta-państwa.  
W momencie otwarcia w 2010 roku uznano go za najdroższe samodzielne kasyno na świecie. Ośrodek obejmuje hotel z 2561 pokojami, centrum kongresowo-wystawiennicze, centrum handlowe The Shoppes at Marina Bay Sands, muzeum, duży teatr, restauracje prowadzone przez celebrytów, dwa pływające kryształowe pawilony, wystawy sztuki i nauki oraz największe na świecie kasyno w atrium. Kompleks składa się z trzech wież, na których szczycie (na wysokości około 200 m) znajduje się Sands Skypark, czyli łącznik/kładka o długości 340 metrów i pojemności 3902 osób oraz 150 metrowy basen infinity, usytuowany na szczycie największej na świecie publicznej platformy wspornikowej, która wystaje ponad północną wieżę na 66 m. Ośrodek o powierzchni 20 hektarów zaprojektował Moshe Safdie.  